# Ióannész Zónarasz
Ióannész Zónarasz, általánosan elterjedt nevén Zónarasz (Ἰωάννης Ζωναρᾶς, Joánisz Zonarász, latinul: Ioannes Zonaras), (1074 körül – 1159 után) középkori bizánci történetíró.

## Élete és műve
Annyi ismeretes róla, hogy magas állásokat töltött be Konstantinápolyban. Később otthagyta a császárvárost, és szerzetesként élt. Már szerzetesi élete alatt írta világkrónikáját Ἐπιτομὴ Ἱστοριῶν (Epitome Historiarum) címmel. A mű a teremtéstől 1118-ig dolgozza fel az eseményeket, és különös értéke, hogy mára már elveszett forrásművek felhasználásán alapul. Így például Zónarasztól ismerjük Cassius Dio Historia Romana-ját, amelyet Zónarasz a római történelem lírásához használt. Fennmaradtak egyházi művei is.

## Személye aRégi tudós világ históriájában
Budai Ézsaiás teológus és történetíró a Régi tudós világ históriája című 1802-es, Debrecenben megjelent nagy tudós-lexikonában a következőket írja Zónaraszról:
| JOHANNES ZONARAS Constantzinápolyból. Élt a’ XII-dik század eleinn, és 1118. utánn hólt meg. A’ Constantzinápolyi udvarbann fő tisztségeket viselvénn, midőnn sok házi keserűségek érték, nevezetesen mind felesége, mind gyermekei elhóltakː annyira megúnatkozott, hogy az udvart elhagyvánn, Klastromi életre adta magát, és ebbenn az állapotbann hólt meg az Athós hegyénn, szinte 89. esztendős korábann. A’ szerzetes élettel járó ürességét, külömböző munkák dólgozására fordította; írt nevezetesenn Kronikát 18. könyvekbenn, a’ Világ kezdetétől fogva 1118-ig. Ezt két részre osztottaː az elsőbenn a’ ’Sidók Históriáját adja elő, a’ Szent Írás és Josephus Historikus szerintː azutánn pedig a’ Görög és Római Históriát. A’ másodikbann, a’ Tsászárok Históriáját foglalta, és a’ régibb idők dólgait Dio Cassiusból írta kiː hanem az újjabbakban maga dólgozott. Vagynak sok Theologiára tartozó munkái is. |

## Művei magyarul
- részletek INː (szerk.) Simon Róbert – Székely Magda – Dimitriosz Hadziszː A bizánci irodalom kistükre, Európa Könyvkiadó, Budapest, 1974, ISBN 963-07-0345-9, 185–187 p